# Hồng Quảng
Hồng Quảng is een voormalige provincie in in het noordoosten van Vietnam. De provincie is in 1955 opgericht door de samenvoeging van de provincies Hồng Gai en Quảng Yên zonder de districten Kinh Môn, Nam Sách en Chí Linh. De hoofdstad van de provincie was Hồng Gai.
In 1963 is de provincie samengevoegd met Hải Ninh tot de provincie Quảng Ninh.